# 12658 Peiraios
12658 Peiraios (1973 SL) là một Trojan của Sao Mộc.